# Diego Cash
Diego María Cash (Buenos Aires, 10 de agosto de 1961) es un exrugbista argentino que se desempeñaba mayoritariamente como pilar. Fue internacional con los Pumas de 1985 a 1992.

## Selección nacional
Héctor Silva lo convocó a los Pumas por primera vez en junio de 1985 para enfrentar a Les Bleus, debutó en el que fue la primera victoria del conjunto sudamericano ante su par europeo. Jugó en el empate contra los All Blacks en 1985, la victoria ante los Wallabies de 1987 y el primer triunfo frente a Inglaterra de 1990.
Jugó su último partido en julio de 1992, casualmente también contra Francia. En total disputó 39 partidos y marcó tres tries.

### Sudamérica XV
Con anterioridad en 1984, fue seleccionado a Sudamérica XV para participar de la gira por Sudáfrica bajo el régimen de apartheid, donde enfrentó a los Springboks en ambos partidos realizados.

### Participaciones en Copas del Mundo
Silva lo llevó a la Copa Mundial de Nueva Zelanda 1987 como hooker y lo alineó con Serafín Dengra y Luis Molina.
Luis Gradín lo seleccionó para Inglaterra 1991, donde fue pilar derecho y formó con Federico Méndez y Ricardo Le Fort. Él y Molina fueron los únicos primeras líneas que participaron del mundial anterior.
| Mundial                       | Sede          | Resultado      | PJ | Tries |
| ----------------------------- | ------------- | -------------- | -- | ----- |
| Copa Mundial de Rugby de 1987 | Nueva Zelanda | Fase de grupos | 3  | 0     |
| Copa Mundial de Rugby de 1991 | Inglaterra    | Fase de grupos | 2  | 0     |

## Palmarés
- Campeón del Sudamericano de Rugby A de 1985 y 1991.
- Campeón del Torneo Nacional de Clubes de 1993 y 1994.
- Campeón del Top 12 de la URBA de 1980, 1983, 1984, 1987, 1988, 1993 y 1994.